# Almiro Rodrigues
Almiro Rodrigues (Boa Aldeia, 28 juli 1950) is een Portugees jurist. Hij begon zijn loopbaan als docent rechten en (plaatsvervangend) aanklager en werd in 1997 benoemd tot rechter van het Joegoslavië-tribunaal. Daarna werd hij rechter van beroepszaken bij oorlogsmisdaden in Bosnië en Herzegovina en is hij sinds 2009 rechter van het constitutionele hof van Kosovo.

## Levensloop
Rodrigues studeerde rechten aan de Universiteit van Coimbra en behaalde daar in 1975 zijn licentiaat. Vervolgens slaagde hij in 1981 nogmaals voor een licentiaat, ditmaal in psychologie aan de Universiteit van Lissabon. Van februari tot mei 1984 deed hij verder wetenschappelijk onderzoek aan de Université catholique de Louvain en tussen 1983 en 1993 deed hij verschillende postacademische studies op het gebied van Europees recht, Engels recht en aspecten van informatie en communicatietechnologie in de juridische context, en talenstudies Engels en Frans. Verder beheerst hij ook het Spaans en begrijpt hij Italiaans.
Zijn professionele loopbaan begon hij in 1975 als plaatsvervangend aanklager in Loures, Lissabon, Reguengos de Monsaraz en Alijó. Tussen 1982 en 1985 werkte hij voor schillende wetenschappelijke instituten in Lissabon als wetenschappelijk onderzoeker, docent en coördinator. Vervolgens was hij van 1986 tot 1993 aanklager in achtereenvolgens Sintra, Aveiro en Coimbra. In 1993 stelde hij voor de Algemene Vergadering van de Verenigde Naties het Portugese rapport over de uitvoering van het Verdrag inzake de rechten van het kind op. Vervolgens werd hij van 1994 tot 1997 plaatsvervangend officier van justitie.
In 1997 werd hij benoemd tot rechter van het Joegoslavië-tribunaal, en in 1999 werd hij gekozen tot voorzittend rechter van de eerste strafkamer. In 2001 werd hij in de op een na laatste ronde uitgeschakeld tijdens de herverkiezing van de Verenigde Naties voor deze functie. Van 2005 tot 2009 was hij rechter van de beroepskamer voor oorlogsmisdaden van het gerechtshof van Bosnië en Herzegovina. Vervolgens werd hij in 2009 gekozen tot rechter van het constitutionele hof van Kosovo.
Rodrigues is lid van verschillende juridische commissies en genootschappen, vooral op het gebied van familierecht en kinderrechten. In 2004 was hij lid van de Internationale onderzoekscommissie van de Verenigde Naties naar mensenrechten en de schendingen van internationaal humanitair recht in Ivoorkust en naburige landen. Hij publiceerde meer dan vijftig artikelen op het gebied van internationaal strafrecht, internationaal humanitair recht en mensenrechten, waarvan er dertien in andere talen werden vertaald.